# 윤재식
윤재식(尹載植, 1942년 ~ 2021년 8월 28일)은 대한민국의 대법관을 역임한 법조인이다. 본관은 해남이며, 전라남도 강진군 출생이다. 
광주제일고등학교, 서울대학교 법대를 졸업하고 제4회 사법시험에 합격하여 판사에 임용되었다. 서울민사지법 부장판사, 법원행정처 조사국장, 서울지법 동부지원장, 광주지방법원장, 수원지방법원장, 서울지방법원장, 서울고등법원장을 역임하다 1999년에 최종영 대법원장의 제청으로 김대중 대통령이 대법관에 임명하였으며 2005년 10월 10일 대법관에서 퇴임하면서 법무법인 민주에서 변호사 활동을 하였다. 법원장에 재직할 때 법관들의 판례연구회 결성을 추진해 연구하는 법원 분위기를 독려하였다.